# Khatima
Khatima es una ciudad  y  municipio situada en el distrito de Udham Singh Nagar,  en el estado de Uttarakhand (India). Su población es de 15093 habitantes (2011). 

## Demografía
Según el censo de 2011 la población de Khatima era de 15093 habitantes, de los cuales 8024 eran hombres y 7069 eran mujeres. Khatima tiene una tasa media de alfabetización del 83,17%, superior a la media estatal del 78,82%: la alfabetización masculina es del 88,16%, y la alfabetización femenina del 76,73%.